# أليخاندرو دانيال وولف
أليخاندرو دانيال وولف (بالإنجليزية: Alejandro Daniel Wolff)‏ هو دبلوماسي أمريكي، ولد في القرن العشرين.